# Поука
Поука е урок, извод, заключение които се извличат от дадена история или събитие. Може да се разглежда още като наставление или съвет. Среща се като израз извличам си поука. Някои примери за поуки са По-добре късно, отколкото никога, Не съди за книгата по корицата, Посрещай по дрехите, изпращай по ума и много други. Поуките се срещат много често в детската литература – приказки, басни и разкази.